# Eric Bass
Eric Bass est né à Charleston en Caroline du Sud est le bassiste et le pianiste actuel du groupe Shinedown.

## Vie personnelle
Eric est né dans une famille très musicale, et a été encouragé à chanter et à jouer du piano dès son jeune âge. À 13 ans il a reçu un trombone et une guitare. Au lycée, il jouait de la batterie dans la fanfare.
Eric vit actuellement à Charleston avec sa femme. Il possède un studio d'enregistrement appelé Big Animals.

## Carrière

### Deepfield
En 2002, Eric forme Deepfield avec Baxter Teal. En 2003, ils ont été signés pour In De Goot Records / McGathy Promotions, et ont commencé à produire leur premier disque. Éric a quitté le groupe après avoir été de plus en plus attiré par la production, l'enregistrement et le processus de studio.

### Shinedown
Bass rejoint Shinedown en 2008, avant la sortie de The Sound of Madness, comme un remplacement permanent pour Brad Stewart cependant il n'a pas enregistré l'album avec le groupe mais est actuellement en tournée avec eux. En plus de jouer de la basse, il joue aussi du clavier en concert et participe aux chœurs.

### Influences
Bassistes : Robert DeLeo (STP), Chris Wolstenholme (Muse), Tim Commerford (Rage Against the Machine)
Producteurs : Rich Costey, Brendan O'Brien, Howard Benson, Andy Wallace, Chris Lord Alge